# サンデー島 (オークニー諸島)

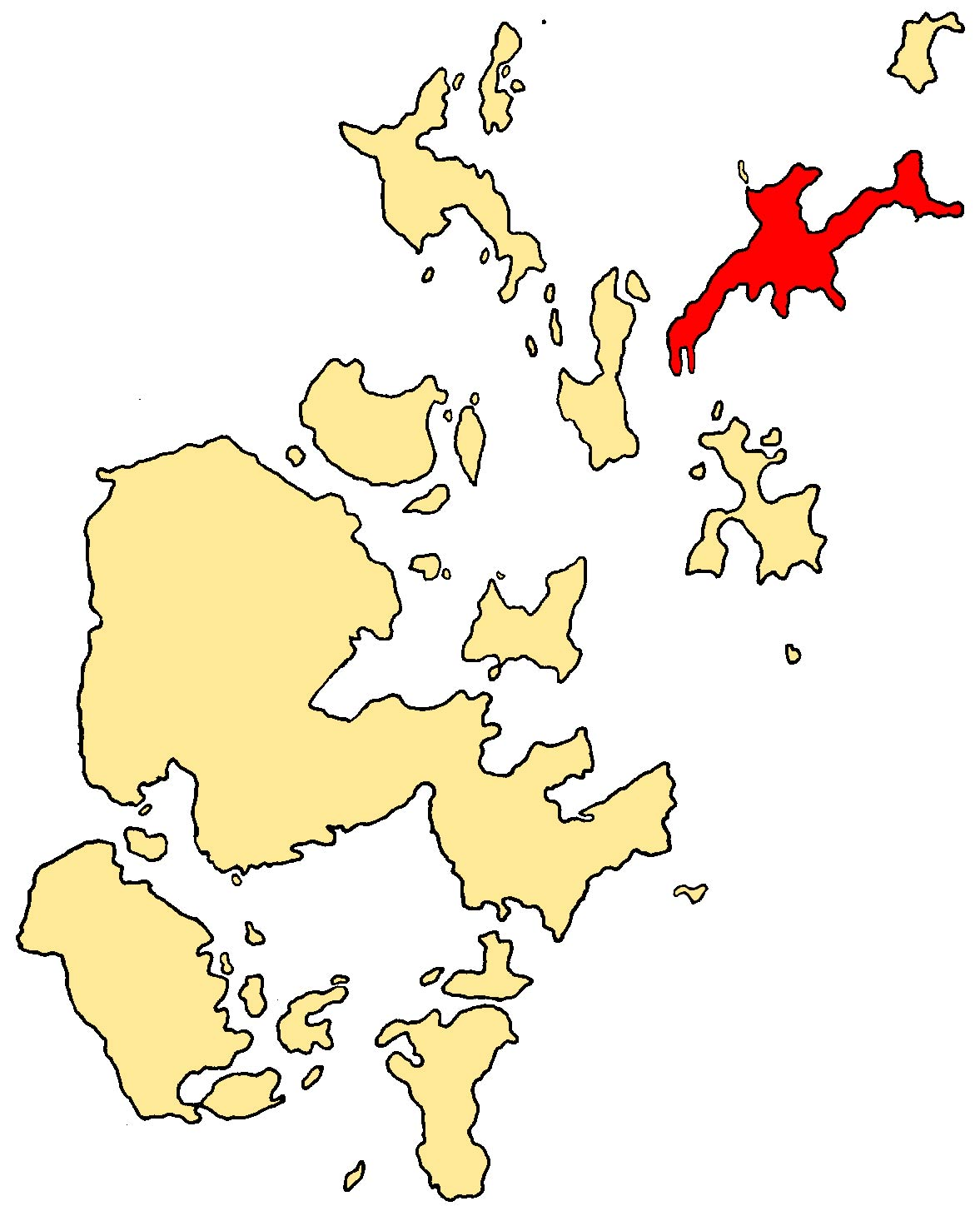
サンデー島の位置

サンデー島（サンデーとう、英: Sanday、古ノルド語: Sandey）は、スコットランド、オークニー諸島の島。諸島中3番目の面積を持つ。メインランド島からのフェリーか飛行機で行くことができる。岩石海岸、砂浜海岸、砂丘、マッハ、潮間帯、塩性湿地からなる東海岸一帯はムラサキハマシギ、キョウジョシギの生息地であり、1997年にラムサール条約登録地となった。
古ノルド語で『砂の島』を意味する。同じ意味を持つ島が、フェロー諸島のサンドイ島 (Sandoy)である。
調査から、先史時代は同じ場所に複数の小島があり、それが海面が下がったことによって1つの島になったと推測されている。海岸は砂丘が多く、アザラシやカワウソが生息している。内陸は肥沃な農地で、海では商業用のロブスター漁業が行われている。